# Famille Peugeot
La famille Peugeot est une dynastie industrielle française, liée notamment au groupe PSA et aux societés de même nom.

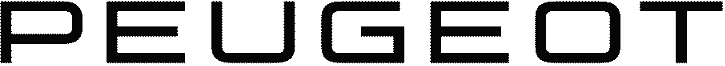
Dernier logotype de Peugeot Automobiles depuis le 25 février 2021

## Historique
Elle est composée d'environ 300 porteurs de parts qui possèdent 7,2 % du capital du groupe Stellantis, par l'intermédiaire de deux holdings, Établissements Peugeot Frères (EPF) et la société d'investissement Peugeot Invest (ex-FFP). En 2014, la famille Peugeot perd le contrôle du groupe PSA. En 2015 elle est la 20e fortune de France avec 3,6 milliards d'euros. Depuis 2017, la société Peugeot Frères Industrie développe les activités hors automobile.
La famille Peugeot est originaire de Vandoncourt (près de Sochaux dans le pays de Montbéliard en Franche-Comté) et elle est connue depuis le XVe siècle. Les Peugeot sont agriculteurs, meuniers et notables, de religion protestante luthérienne.

## Filiation

### Jean-PierreIerPeugeot, meunier teinturier
Jean-Pierre Ier Peugeot (1734-1814), fils de Jean-Jacques Ier (1699-1741), meunier à Hérimoncourt, dirige une entreprise de teinturerie et de meunerie d'huile ou de céréales, avec la construction de plusieurs moulins, dans une région riche en cours d'eau.

### Jean-Pierre II et Jean-Frédéric Peugeot, fonderie d'acier, métallurgie

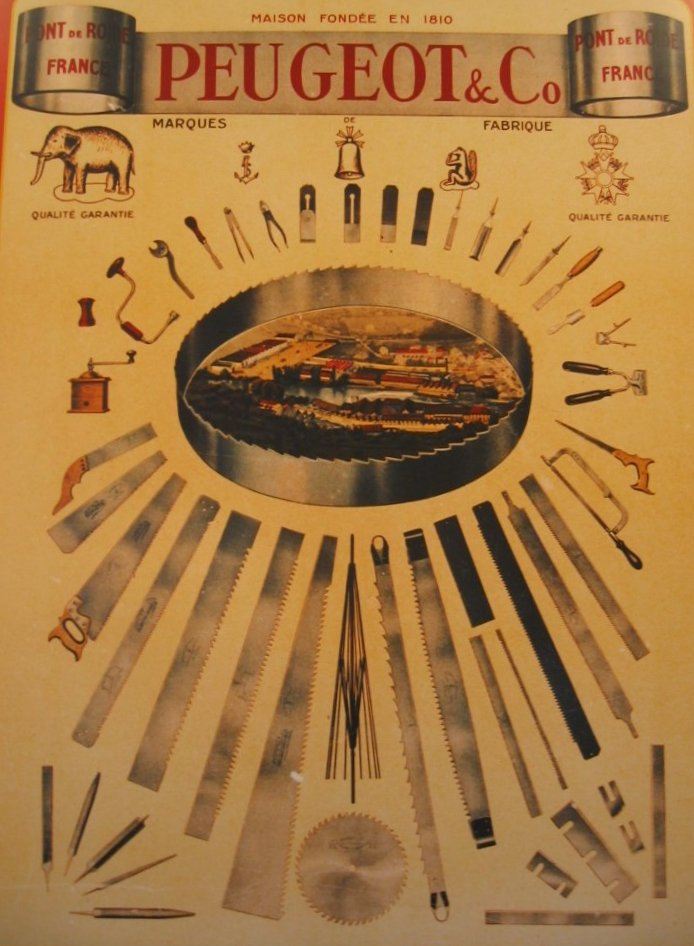
La production d'outillage de Peugeot & Cie.

En 1810, Jean-Pierre II (1768-1852) et Jean-Frédéric Peugeot (1770-1822), les deux fils aînés de Jean-Pierre Ier, s'orientent vers la métallurgie ; le moulin du lieu-dit Sous-Cratet est transformé en fonderie d'acier. 
De leur côté, Charles-Christophe et Jean-Jacques II Peugeot continuent l'activité dans le textile et s'installent au lieu-dit la Chapotte.
Fin 1814, la fonderie n'est pas rentable et est abandonnée. L'entreprise se reconvertit alors dans la production de ressorts pour mécanismes d'horlogerie.
En 1819, la société change son nom en « Peugeot Frères Aînés et Cie ». Les Peugeot utilisent leur brevet de laminage à froid.
À partir de 1825, une nouvelle usine de laminage à chaud est construite à Valentigney au sud de Sochaux et Montbéliard au bord du Doubs.
Le 26 septembre 1810, Jean-Pierre II s'associe avec Jacques Maillard-Salins d'une grande famille d'industriels horlogers du Haut-Doubs. Ils fondent « Peugeot Frères Aînés et Jacques Maillard-Salins ». Deux nouvelles usines sont construites dans les environs de Sochaux : Terre-Blanche à Hérimoncourt en 1839 et Beaulieu / Mandeure en 1853 en bordure du Doubs.

### JulesIeret Émile Peugeot
Jules Ier (1811-1889), diplômé de l'École centrale Paris, et Émile Peugeot (1815-1874) succèdent à la tête de la société à leur père Jean-Pierre (1768-1852). Elle deviendra « Établissements Peugeot Frères » (EPF).
En 1847, les frères Peugeot font appel à Justin Blazer, orfèvre et graveur de Montbéliard, afin de créer leur emblème et se distinguer de la concurrence. Ils choisissent le lion aux qualités analogues à celles des lames de scies produites : résistance, souplesse et rapidité. Une marque en forme de lion était déjà utilisée pour la meilleure qualité d'acier, une marque en forme de croissant de Lune pour la seconde et une marque en forme de main pour la troisième. Le logotype est déposé en 1858 au Conservatoire impérial des Arts et Métiers et sera apposé sur les outillages, les cycles et les motos. Il apparaîtra sur les automobiles en 1905.
Les Peugeot exploitent les domaines forestiers familiaux de hêtres, fabriquant toutes sortes d'outillage à main pour l'artisanat, l'industrie et l'agriculture, des lames de ressort pour l'horlogerie et des baleines de corsets pour l'habillement féminin.
Émile Peugeot puis sa fille Lucy, protestants et fervents pratiquants, sont des pionniers en matière sociale. Ils créent et financent diverses institutions de secours, une caisse de pensions pour les veuves en 1811, une assurance mutuelle sociale en 1853 près de cent ans avant la sécurité sociale créée en 1945, des logements à bas prix pour leurs salariés, l'hôpital du Rocher à Valentigney en 1870 où les ouvriers accidentés sont soignés gratuitement et un système de caisse de retraite ouvrière en 1876. En 1871, ils établissent la durée du travail à douze heures par jour.
En 1865, Jules et Émile commencent à passer la main à leurs fils respectifs, Eugène (1844-1907, HEC) et Armand (1849-1915, ingénieur de l'École centrale Paris).

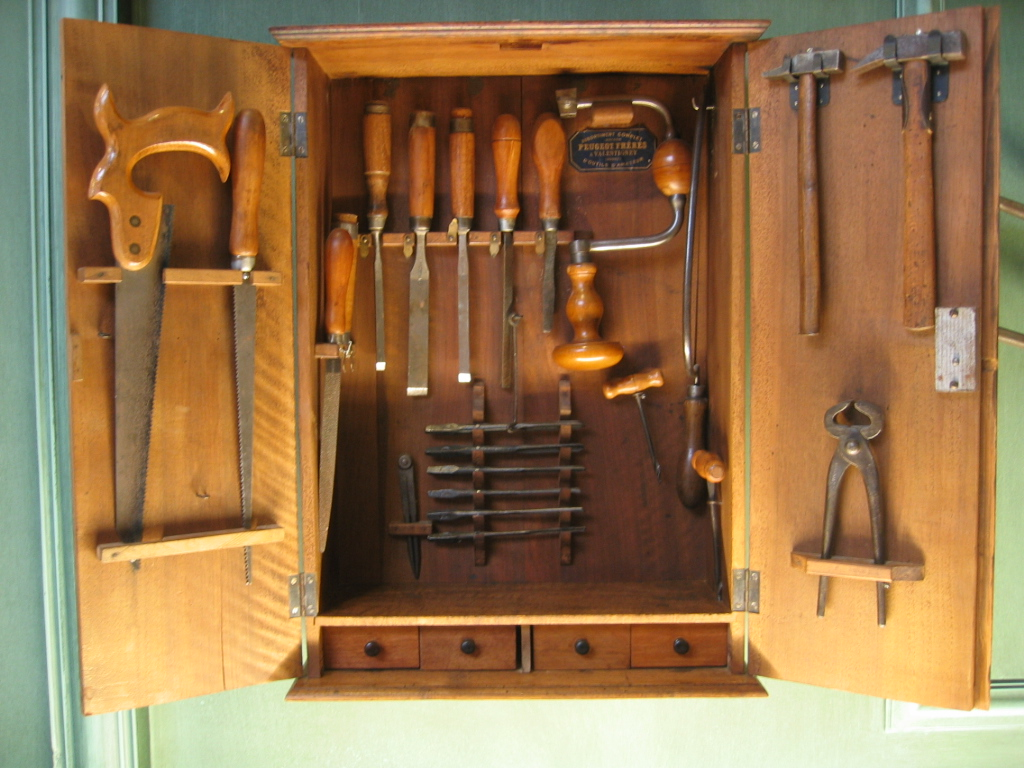
« Assortiment complet » d’outils Peugeot Frères.
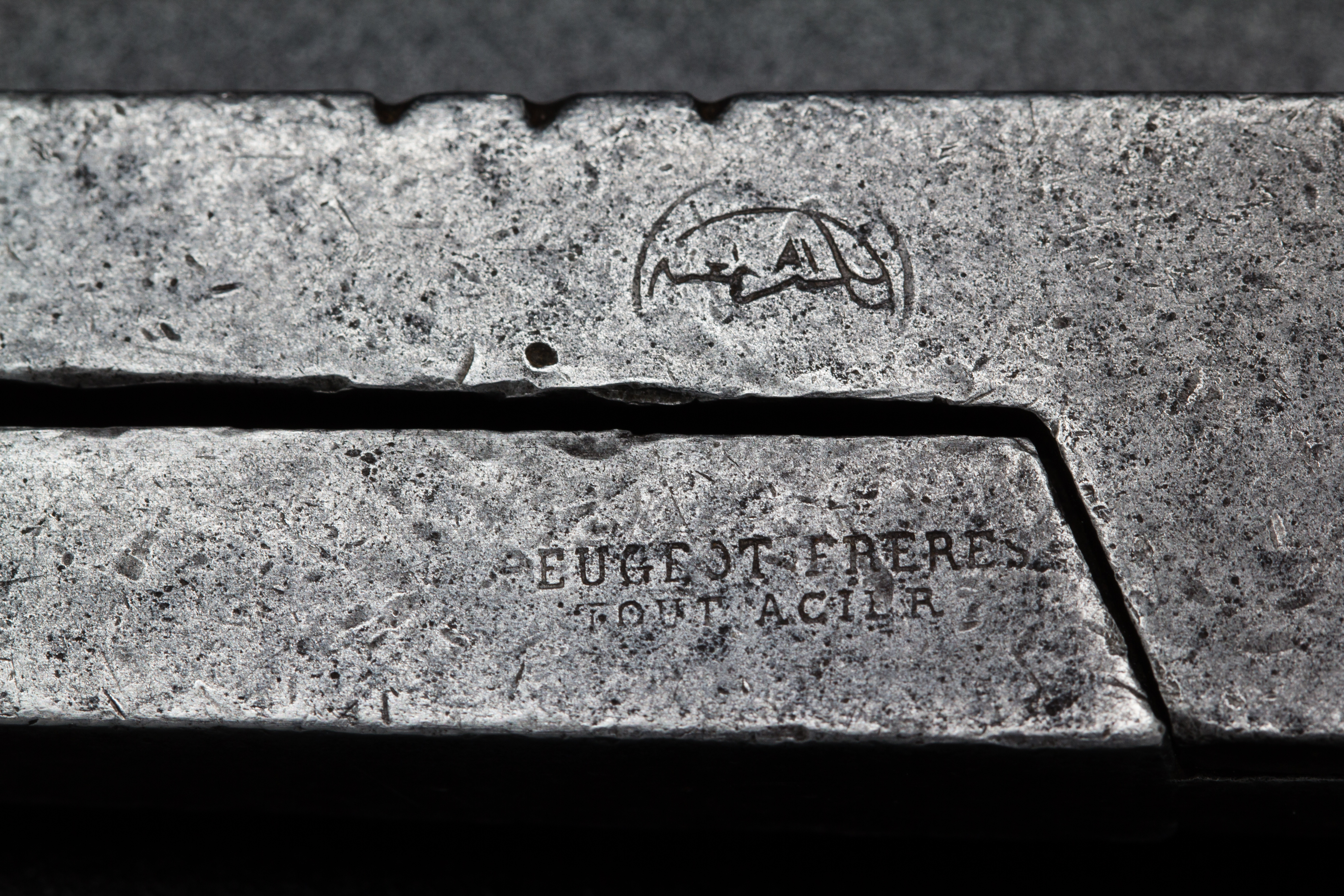
Marque de qualité à un croissant sur un outil.

### EugèneIeret Armand Peugeot, automobile, moto, tricycle
Sous le Second Empire, l'industrie Peugeot est importante et prospère.
En 1882, fabrication en série avec succès du grand-bi, puis celle des tricycles et en 1886 les bicyclettes à roues égales et transmission par chaîne avec 16 000 unités en 1897 et 20 000 en 1900. 
En 1889, Peugeot emploie 700 personnes à Valentigney, 300 à Beaulieu / Mandeure et 900 à Terre-Blanche / Hérimoncourt. Armand Peugeot, jeune ingénieur diplômé des Arts et Manufactures de Paris (École centrale Paris), féru de moteurs, technologie alors en plein essor, décide de fabriquer des automobiles. Il débute par l'exposition de quatre prototypes de Peugeot Type 1, des tricycles équipés de chaudière à vapeur de Léon Serpollet sur le stand Peugeot dans la galerie des « machines et des progrès techniques » à l'Exposition universelle de Paris.
Armand découvre alors durant cette exposition le nouveau moteur à explosion à essence de l'inventeur allemand Gottlieb Daimler (Daimler Motoren Gesellschaft) qui fait fabriquer son moteur par Panhard et Levassor. Dès la fin de l'exposition, Émile Levassor propose à Armand Peugeot de construire un quatricycle, le Type 2 suivi un an plus tard du Type 3. C'est le début de l'empire automobile Peugeot amorcé par Armand.
En 1892, « Établissements Peugeot Frères » devient « les Fils de Peugeot Frères » et Armand Peugeot veut développer la construction automobile alors que son cousin Eugène Ier reste hostile à cette invention à laquelle il ne croit pas.
En juillet 1894, « les Fils de Peugeot Frères » et « Panhard et Levassor » se partagent le premier prix du concours Paris-Rouen, organisé par le quotidien Le Petit Journal.
Le 2 avril 1896, Armand Peugeot se sépare des activités de « les Fils de Peugeot Frères » et fonde la « société des automobiles Peugeot » avec des usines à Audincourt et à Lille, alors qu'Eugène Ier avec « les Fils de Peugeot Frères » continue à fabriquer des bicyclettes, motos, tricycles et quadricycles avec ou sans moteur et également des outils, des articles ménagers, des moulins à café, etc.
En 1897, Armand Peugeot vend avec succès 54 voitures puis 156 en 1898 et 500 en 1900.
Armand Peugeot est donc le seul et unique fondateur de la branche automobile. Il est également le premier président de la chambre syndicale des constructeurs automobiles de 1909 à 1913.

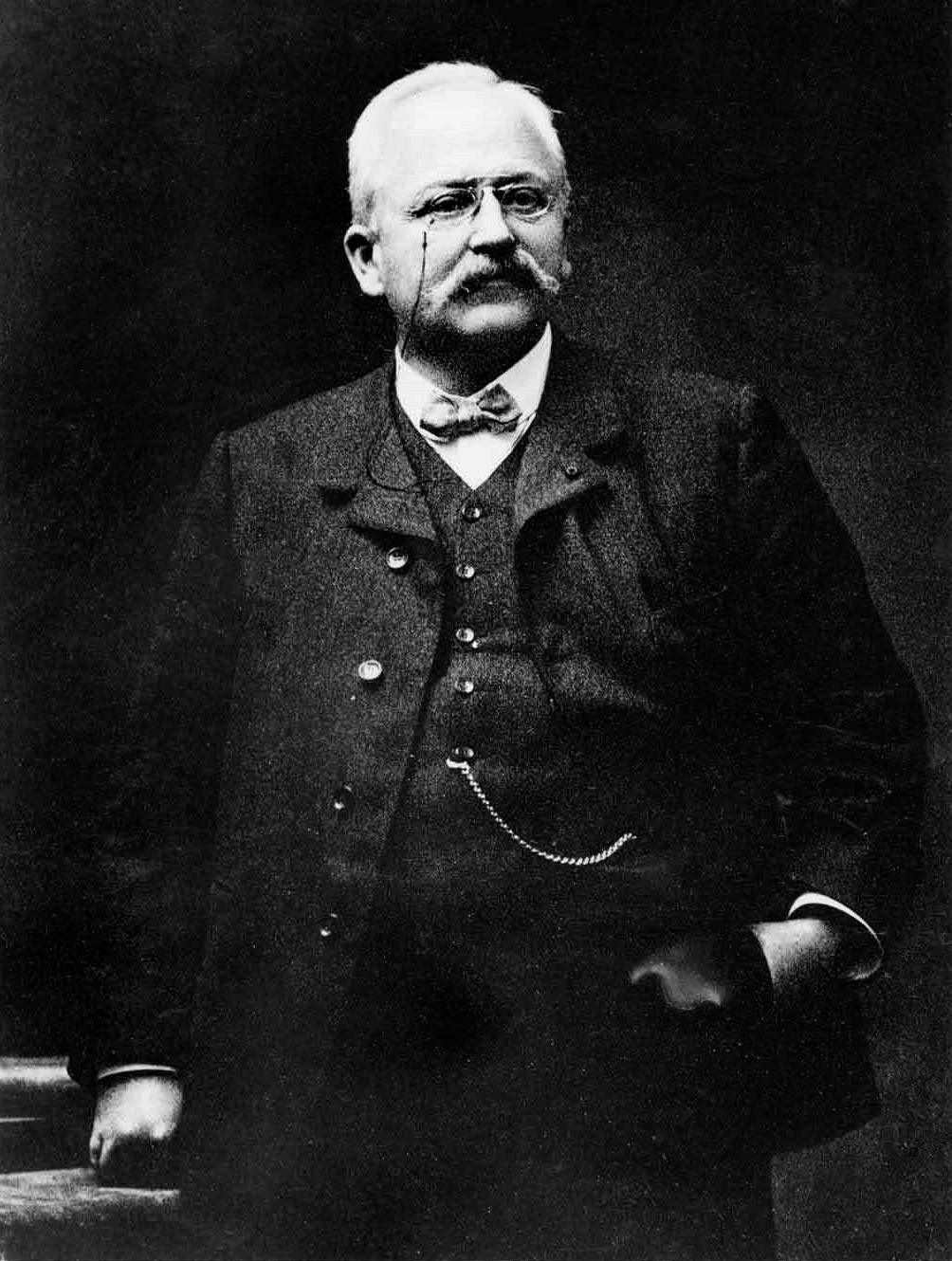
Armand Peugeot (1849-1915).
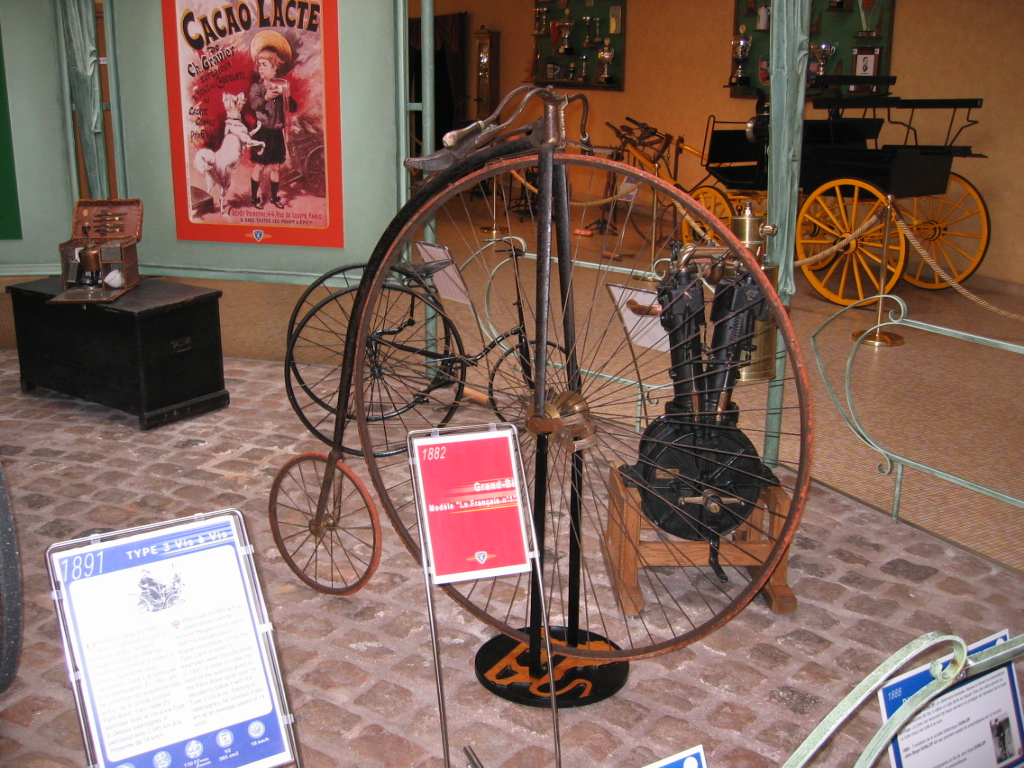
Le Français no 1, Grand-bi de 1882.
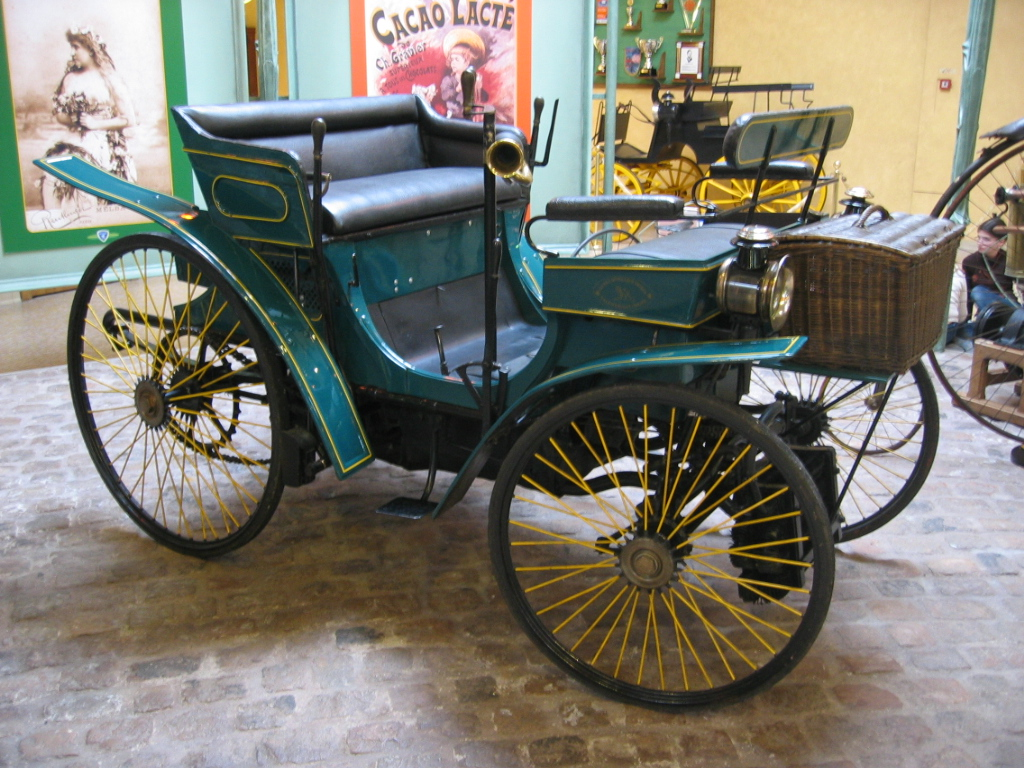
Peugeot Type 3 à moteur Daimler de 1891.

### PierreIer, RobertIeret Jules II Peugeot

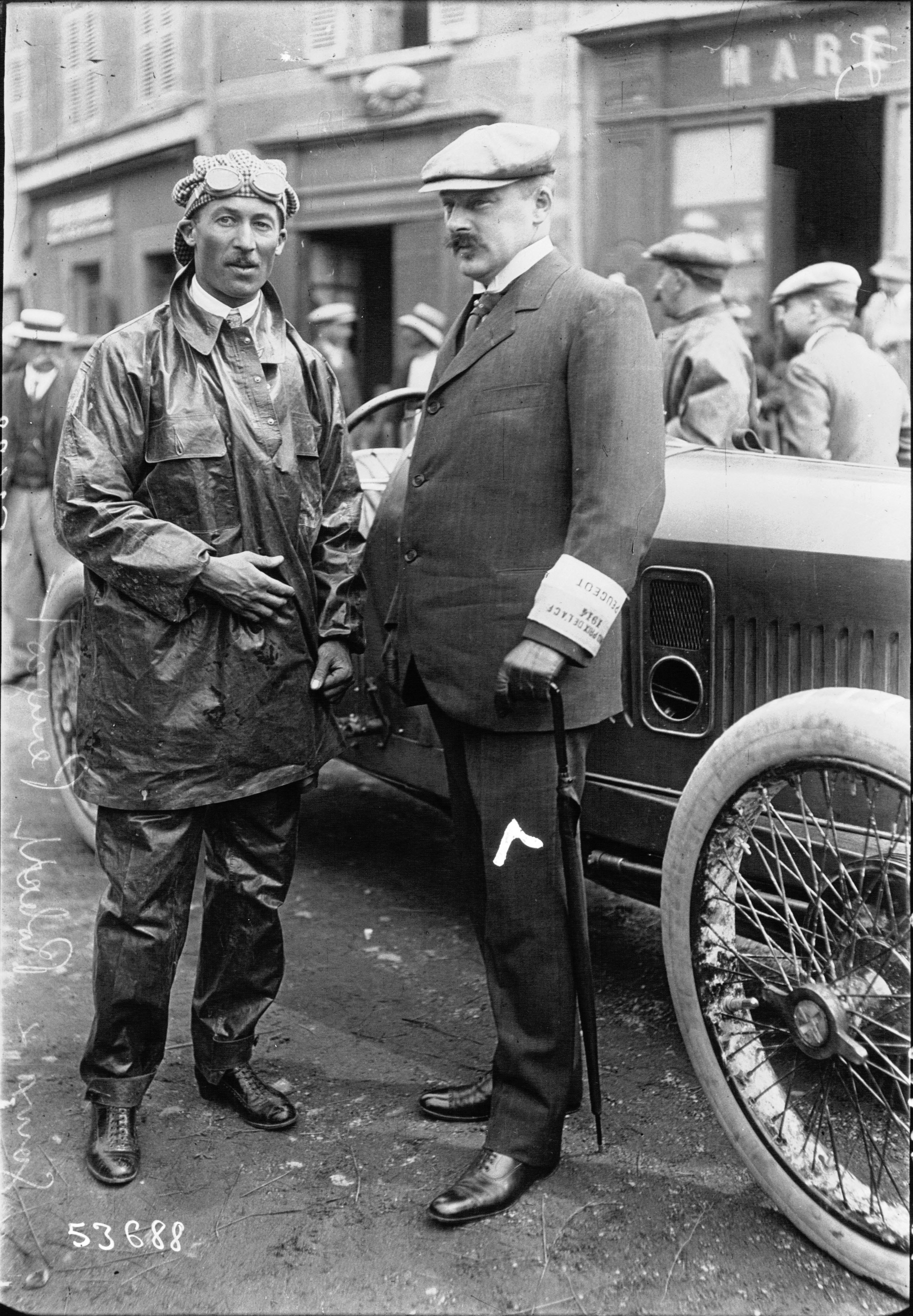
Robert Ier Peugeot et Jules Goux au GP de France 1914.

En 1905, Pierre Ier (1871-1927), Robert Ier (1873-1945) et Jules II Peugeot (1882-1959), les trois fils d'Eugène, sortent une voiturette sous la marque « Lion-Peugeot » contre la volonté de leur père toujours hostile à l'automobile. Leur société « les Fils de Peugeot Frères » fusionne à nouveau avec « Automobile Peugeot » de leur grand cousin Armand Peugeot en février 1910 après que leur père fut décédé en 1907. Robert Ier Peugeot devient chef de famille et prend la tête du groupe Peugeot. 
En 1912, ouverture du nouveau site industriel Peugeot de Sochaux.
En 1914, la Première Guerre mondiale met un coup d'arrêt à l'évolution et à la prospérité de Peugeot. Les usines sont mobilisées pour l'effort de guerre et fabriquent des vélos, des voitures, des camions, des chars, des moteurs d'avions, des bombes et des obus en imposant définitivement la nouvelle ère de la grande série. En 1919, Peugeot est techniquement dépassé par la nouvelle concurrence anglaise et américaine des surplus militaires et s'endette lourdement.
En 1926, la partie rentable de fabrication de cycles est séparée de l'automobile déficitaire.

### Jean-Pierre III Peugeot

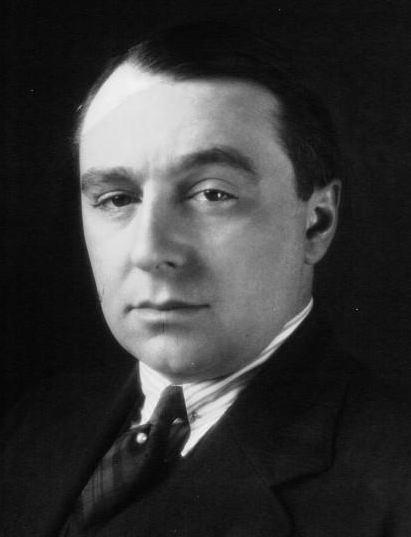
Jean-Pierre III Peugeot en 1930.

En 1928, Jean-Pierre III Peugeot (né le 16 juin 1896, et mort le 17 octobre 1966 à 70 ans), fils de Robert Ier Peugeot, prend la direction de Peugeot et devient le président du club de football qu'il vient de créer : le Football Club Sochaux-Montbéliard (FC Sochaux). Sous sa direction, la famille Peugeot est impliquée dans un système de fraude fiscale révélé par l'affaire de la Banque commerciale de Bâle.
Au temps du Front populaire, il est en relation avec d'autres patrons menant un combat anticommuniste occulte et est à l'origine d'une officine anticommuniste, le Centre d'études économiques et sociales de Franche-Comté, fondé à Montbéliard,.
En 1940-1945, durant la Seconde Guerre mondiale, les usines Peugeot sont occupées et sabotées. 
En 1953, Peugeot réintègre toutes ses différentes entités sous le nom unique Peugeot.
Jean-Pierre Peugeot est président de la chambre syndicale des constructeurs automobiles de 1962 à 1964.
Mi-1966, constitution de PSA (Peugeot Société Anonyme) qui assure une gestion financière unique pour l’ensemble du groupe (automobiles, cycles, aciers et outillages).

### Eugène II Peugeot
Eugène II Peugeot, né le 22 juin 1899 et décédé le 30 octobre 1975 (à 76 ans), était le fils de Robert Ier, le frère de Jean-Pierre III, le père de Bertrand et l'oncle de Roland et Pierre II. Il fut directeur des Cycles Peugeot et maire de Mandeure de 1935 à 1941.

### François Peugeot
François Peugeot, né le 31 mai 1901 à Hérimoncourt et décédé le 26 mars 1985 à Neauphle-le-Château, à l'âge de 83 ans, fils de Pierre Ier, fut député du département du Doubs de 1936 à 1940.

### Rodolphe Peugeot
Rodolphe Peugeot, né le 2 avril 1902 et décédé le 17 juin 1979, à 77 ans, fils de Robert Ier, frère de Jean-Pierre III et Eugène II, père de Pierre II, fut résistant pendant l'occupation allemande et directeur des AOP (Aciers et Outillage Peugeot).

### Antoine Peugeot
Antoine-Eugène Peugeot, fils de Jules II, naît le 17 avril 1910 à Valentigney et décède le 21 décembre 2002 à Valentigney, à l'âge de 92 ans, vingt jours après Pierre. Il fut membre du conseil de surveillance de la société.

### Bertrand Peugeot
Bertrand Peugeot naît le 30 octobre 1923 à Seloncourt et meurt le 14 février 2009 à Paris, à l'âge de 85 ans. Fils aîné d'Eugène II, cousin de Roland et Pierre, père de Robert II et de Christian, il fut vice-président et censeur du conseil de surveillance de PSA Peugeot Citroën de 1972 à 1999. Il fut également PDG de Cycles Peugeot et de Peugeot Motocycles et d'ECIA, ainsi que président de LFPF (Les Fils de Peugeot Frères) jusqu'en 1994. Il est à l'origine de la création du groupe PSA en 1976. C'est lui qui supervisa la fusion-absorption des marques Peugeot SA et Citroën SA. 
Il a aussi exercé diverses fonctions de président et administrateur de sociétés du groupe PSA.
Il était grand-croix de la Légion d’honneur et officier dans l’ordre des Palmes académiques.

### Roland Peugeot
Élève au lycée Janson-de-Sailly puis Saint-Louis, il est un des premiers futurs cadres dirigeants à étudier à Harvard. Roland Peugeot (20 mars 1926 à Valentigney - 6 janvier 2016 à Neuilly-sur-Seine), prend à seulement 33 ans la tête des Établissements Peugeot Frères (EPF) en 1959, à la suite de son père Jean-Pierre. Il préside le conseil de PSA de 1972 à 1998.
Le 12 avril 1960, Éric Peugeot, le fils de Roland Peugeot, est enlevé au golf de Saint-Cloud. Ses ravisseurs le libèrent deux jours après que son père leur a remis une rançon de 50 millions de francs.
Durant sa présidence où le groupe passe d'un statut provincial à celui de groupe international, Peugeot acquiert en 1976, 90 % du capital de Citroën auprès de Michelin à la demande du gouvernement français pour sauver la marque au bord du dépôt de bilan. Le groupe devient alors PSA Peugeot Citroën, société à directoire (présidé par François Gautier, premier membre extérieur à la famille à ce poste) et à conseil de surveillance, dont Roland prend la présidence. En 1978, PSA rachète les filiales européennes et iraniennes de Chrysler, dont Simca. En 1982, l'entreprise connaît de très graves difficultés financières et la famille Peugeot fait appel aux services de l'énarque Jacques Calvet. Emblématique et médiatisé, celui-ci dirige le groupe durant treize ans à partir de 1984 comme président du directoire.
En 1998, peu après la nomination de Jean-Martin Folz, Roland Peugeot quitte la présidence du conseil de surveillance, dont il reste membre censeur, jusqu'en 2014 au moment de l'entrée de Dongfeng Motor Corporation au capital de la société.
Très attaché au développement du club de football jouxtant l'usine de Sochaux, le Football Club Sochaux-Montbéliard, il y fait fonder ce qui est alors un centre de formation réputé,.
Il meurt en 2016 à l'âge de 89 ans.

### Christiane Peugeot
Christiane Peugeot, née le 6 décembre 1927  à Mulhouse, est la fille d'Eugène II, la petite-fille de Robert Ier, la sœur de Bertrand et la cousine de Roland et Pierre II. Elle est écrivain et artiste peintre, ainsi que présidente de l'Espace Christiane Peugeot.

### Pierre II Peugeot
Pierre II Peugeot (1932-2002), cousin de Roland et Bertrand, est le seul membre de la famille à avoir eu un siège au directoire de PSA de 1972 à 1998. Il a joué un rôle essentiel pendant cette période dans le développement du groupe PSA Peugeot Citroën, dans la détermination de sa stratégie et dans sa mise en œuvre.
En 1988, il inaugure le Musée de l'Aventure Peugeot sur le site industriel historique de Sochaux. En 1998, il remplace Roland à la présidence du Conseil de Surveillance de PSA et de la holding cotée qui détient la plus grande partie de la participation de la famille dans le groupe PSA ainsi que des actifs de diversification (FFP). À ces postes, il veille à renforcer Faurecia (filiale de PSA dans les équipements automobiles) par des acquisitions successives. Il fait en sorte d'augmenter la participation de la famille dans le groupe PSA, laquelle avait été diluée dans les années 1980, et commence à diversifier les actifs de FFP.

### Alain Peugeot
Alain Peugeot, fils de Jean-Pierre III, frère de Roland, cousin de Pierre et Bertrand, naît le 17 mars 1934 et meurt le 22 mars 1994 à l'âge de tout juste 60 ans. Il fut membre du conseil des directeurs d'Automobiles Peugeot, directeur attaché à la direction générale de la SA des automobiles Peugeot à compter de 1972, administrateur de la société française de participations financières (LFPF), ainsi que  président de la Société Industrielle Automobile du Languedoc et de la Société Lyonnaise d'Industrie et de Commerce Automobile.

### Robert II Peugeot
Robert II Peugeot (né en 1950), cousin issu de germains de Thierry, Xavier, Jean-Philippe et Marie-Hélène, est ingénieur de l'École centrale Paris. Après être passé chez Citroën, il a été à la tête de la direction de l'innovation et de la qualité (DINQ) sous l'ère Folz où il a participé notamment à la fondation du centre de style de Vélizy. Briguant la direction de PSA, il est supplanté par Christian Streiff.
Robert II Peugeot est nommé au conseil de surveillance de PSA et au conseil d'administration de Faurecia. En 2021, il est nommé au conseil d'administration de Stellantis.
Il est PDG entre 2002 et 2020 de la société Peugeot Invest (ex FFP). Il en est aujourd'hui le Président du Conseil d'administration.
Il a reçu la Légion d'honneur début juin 2010 des mains du ministre Éric Woerth. Après avoir été victime le 5 décembre 2009 d'un vol de lingots d'or à son domicile parisien et obtenu un rendez-vous rapide avec le ministre, le préjudice qu'il fait valoir est de 150 000 euros, alors que des déclarations initiales faisaient état de 500 000 euros, ce qui soulève l'interrogation de la presse sur une possible sous-déclaration de son patrimoine,.

### Christian Peugeot
Christian Peugeot (1953-), second fils de Bertrand Peugeot et frère de Robert II, cousin issu de germains de Thierry, Xavier, Jean-Philippe et Marie-Hélène, est diplômé de HEC en 1976. Après plusieurs postes opérationnels dans le groupe PSA : Directeur général de la marque Peugeot en Allemagne, puis  directeur marketing central pour Citroën et Peugeot, il devient directeur des Affaires publiques et délégué aux Relations extérieures du groupe PSA. Il succède jusqu'en 2015 à Bernd Schantz en tant que directeur de la communication de Peugeot. Il a par ailleurs été président de l'Union des fabricants à partir de 2009, et vice-président d'EPF. Après avoir quitté ses fonctions au sein du groupe PSA, Christian Peugeot a été de janvier 2016 à février 2020 président du Comité des constructeurs français d'automobiles (CCFA). Depuis 2022, il dirige Peugeot Frères Industrie.

### Thierry Peugeot

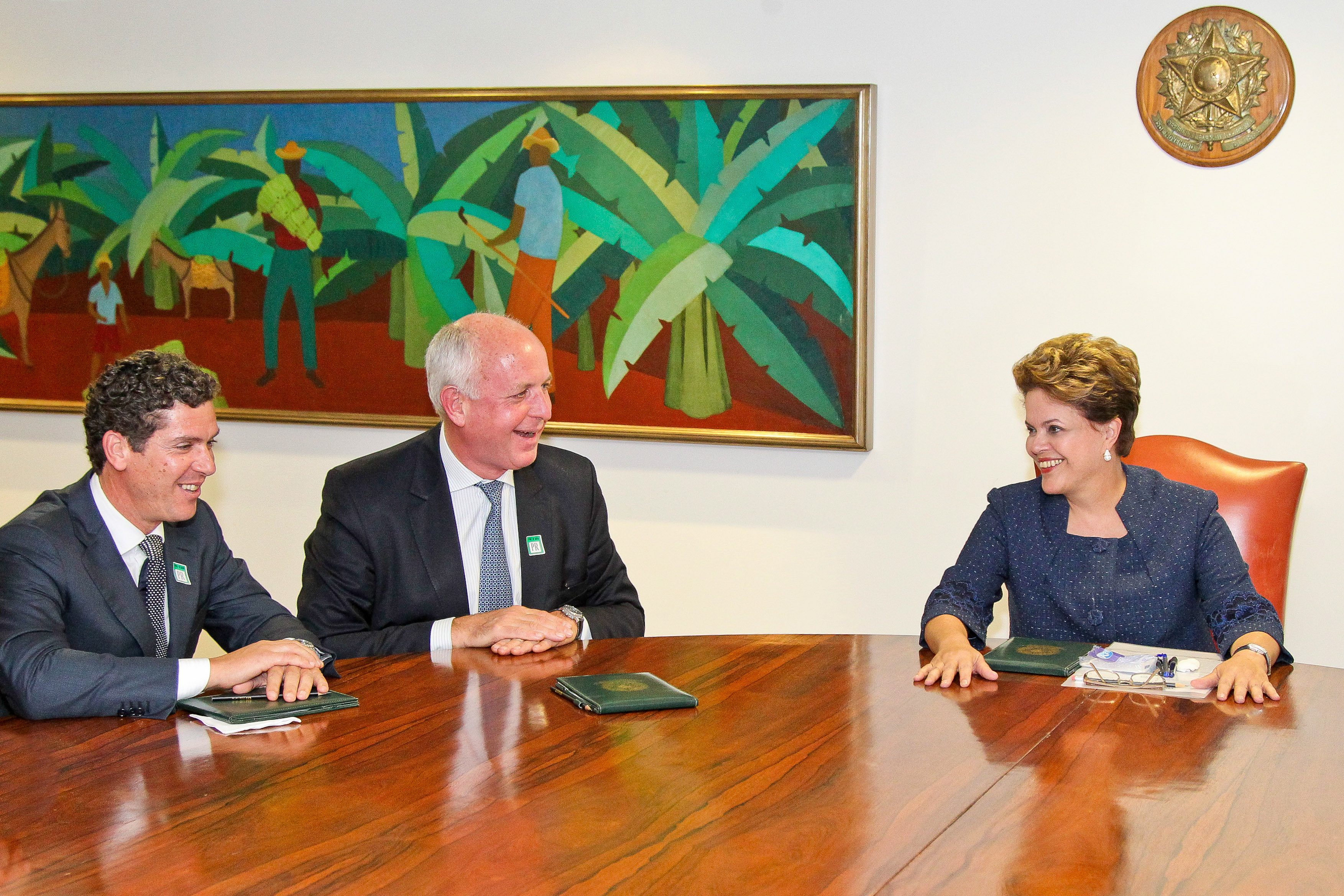
Thierry Peugeot (au centre) en compagnie de Dilma Rousseff, présidente du Brésil, le 26 octobre 2011.

En 2002, à la mort de son père Pierre II, Thierry Peugeot (1956-), diplômé de l'ESSEC, est élu président du conseil de surveillance du groupe PSA Peugeot Citroën et son cousin issu de germains Jean-Philippe Peugeot (1953-) en est vice-président. Sa sœur Marie-Hélène Roncoroni (1960-) siège avec lui au conseil de surveillance de PSA comme représentants de la FFP.
Fin 2006 , Thierry Peugeot nomme Christian Streiff pour succéder à Jean-Martin Folz à la tête de PSA début 2007, avant qu'il ne soit débarqué début 2009. Ses cousins ne lui pardonneront pas ce choix, qu'ils considèrent comme une erreur de casting. Le choix de Streiff à la place de Robert Peugeot (1950-), alors à la tête de la direction de l'innovation et de la qualité (DINQ), cristallise des tensions au sein de la famille, qui pourraient ressurgir si elle devait arbitrer une fusion avec un autre constructeur.
Le 2 juin 2009, il déclare que les objectifs de la famille Peugeot sont « croissance, rentabilité et indépendance » et qu'elle « n'est pas du tout opposée à regarder un certain nombre d'alliances ou de rapprochements. […] Ce que nous voulons, c'est une stratégie de croissance et de rentabilité, dans laquelle nous restons indépendants ».
Pourtant, en février 2014, il se résout à ce que la famille Peugeot ne soit plus le premier actionnaire lorsque sa part du capital est ramenée de 25,4 à 14 %.

### Xavier Peugeot
Xavier Peugeot (1964-), fils de Pierre II Peugeot, frère cadet de Thierry Peugeot et de Marie-Hélène Roncoroni, cousin de Jean-Philippe, travaille au sein du groupe PSA Peugeot-Citroën depuis 1993. Auparavant directeur Marketing et Communication, la "marque au Lion" a annoncé début 2012 que Xavier Peugeot était nommé directeur du Produit. Cette nomination semblait tout à fait évidente et logique pour celui qui était à l'origine, avec ses équipes, de la nouvelle image du constructeur depuis 2010 et de sa montée en gamme. Grâce à lui, la réussite de cette stratégie, portée par les 3008, 508 et RCZ, a pu aboutir. Depuis fin 2014, après avoir effectué sa tâche en tant que directeur de produit chez Peugeot, Xavier Peugeot s'occupe de la direction du produit Citroën. Il est également Président de l'Aventure Peugeot Citroën DS depuis 2009, association qui avait été créée par son père Pierre Peugeot, en 1982.
Début 2025, il accède à la direction de la marque DS Automobiles.

## Filiation - Arbre généalogique
- Jean-Pierre Ier (1734–1814)
  - Jean-Pierre II (1768–1852), cofondateur en 1819 de « Peugeot Frères Aînés et Cie ».
    - Jules Ier (1811–1889), co-dirigeant des « Établissements Peugeot Frères ».
      - Eugène Ier (1844–1907), co-dirigeant depuis 1865 des « Établissements Peugeot Frères », renommée en 1892, « les Fils de Peugeot Frères ».
        - Pierre Ier (1871–1927)
          - François (1901–1985)

        - Robert Ier (1873–1945), dirigeant du groupe Peugeot de 1915 à 1928, issue de la fusion des sociétés « les Fils de Peugeot Frères » et « Automobile Peugeot ».
          - Jean-Pierre III (1896–1966) : directeur des Automobiles Peugeot de 1928 à 1966.
            - Roland (1926–2016), dirigeant des Établissements Peugeot Frères (EPF) en 1959, président du conseil de surveillance de PSA de 1972 à 1998.
              - Jean-Philippe (1953–), vice-président du conseil de surveillance du groupe PSA à partir de 2002.
              - Éric Peugeot (1955–), objet d'un enlèvement à l'âge de 4 ans (affaire Éric Peugeot).
                - Romain Peugeot (1989-), financier.

            - Gisèle Peugeot (1929-2014)
              - Frédéric Banzet (1958–), directeur de Citroën de 2009 à 2014.

            - Alain (1934–1994)

          - Eugène II (1899–1975) : directeur des Cycles Peugeot en 1935.
            - Bertrand (1923–2009), créateur du groupe PSA en 1976, vice-président et censeur du conseil de surveillance de PSA de 1972 à 1999.
              - Robert II (1950–), membre du conseil de surveillance de PSA, puis administrateur et vice-président de Stellantis à partir de 2021.
                - Édouard Peugeot (1984–), président de Peugeot Invest à partir de 2025.

              - Christian (1953–), directeur général Peugeot Allemagne.

            - Christiane (1927–)

          - Rodolphe (1902–1979), directeur des « Aciers et Outillage Peugeot ».
            - Pierre II Peugeot (1932–2002), membre du conseil de surveillance de PSA de 1972 à 1998.
              - Thierry Peugeot (1956–), président du conseil de surveillance du groupe PSA à partir de 2002.
              - Pascaline de Dreuzy (1958–)
              - Marie-Hélène Roncoroni (1960–)
              - Xavier Peugeot (1964–)

        - Jules II (1882–1959)
          - Antoine (1910–2002), membre du conseil de surveillance de Peugeot.

    - Émile (1815–1874), co-dirigeant des « Établissements Peugeot Frères ».
      - Armand (1849–1915), co-dirigeant depuis 1865 des « Établissements Peugeot Frères », puis fondateur en 1896 de la « société des automobiles Peugeot ».

  - Jean-Frédéric (1770–1822), cofondateur en 1819 de « Peugeot Frères Aînés et Cie ».

## Participations du Groupe familial Peugeot

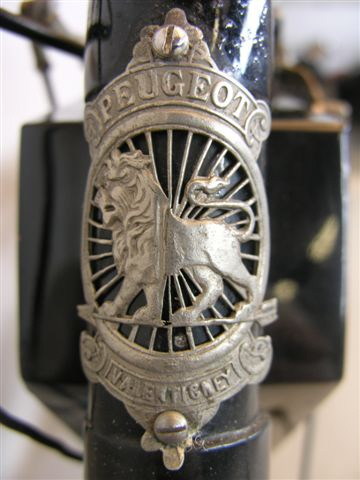
Logo d'archive de la maison Peugeot

|                 |                 |                 |                 |                                                  |                                                  |                                                  |                                                  |                                                          |                                                          |                                                          |                                                          |                                                          |                                                          |                    |                    | Établissements Peugeot Frères(EPF) Président : Frédéric Banzet |                    |  |  |                 |                 |                        |                        |                        |                        |                        |                        |                        |                        |                                                                |                                                                |                                                                |                                                                |                                                                |                                                                |                    |                    |                              |                              |                              |                              |                              |                              |  |  |  |  |  |  |  |  |  |  |  |  |  |  |  |  |  |  |  |  |  |  |  |  |
|                 |                 |                 |                 |                                                  |                                                  |                                                  |                                                  |                                                          |                                                          |                                                          |                                                          |                                                          |                                                          |                    |                    |                                                                |                    |  |  |                 |                 |                        |                        |                        |                        |                        |                        |                        |                        |                                                                |                                                                |                                                                |                                                                |                                                                |                                                                |                    |                    |                              |                              |                              |                              |                              |                              |  |  |  |  |  |  |  |  |  |  |  |  |  |  |  |  |  |  |  |  |  |  |  |  |
|                 |                 |                 |                 |                                                  |                                                  |                                                  |                                                  |                                                          |                                                          |                                                          |                                                          |                                                          |                                                          |                    |                    |                                                                |                    |  |  |                 |                 |                        |                        |                        |                        |                        |                        |                        |                        |                                                                |                                                                |                                                                |                                                                |                                                                |                                                                |                    |                    |                              |                              |                              |                              |                              |                              |  |  |  |  |  |  |  |  |  |  |  |  |  |  |  |  |  |  |  |  |  |  |  |  |
|                 |                 |                 |                 | Peugeot Invest (80 %) Président : Robert Peugeot | Peugeot Invest (80 %) Président : Robert Peugeot | Peugeot Invest (80 %) Président : Robert Peugeot | Peugeot Invest (80 %) Président : Robert Peugeot | Peugeot Invest (80 %) Président : Robert Peugeot         | Peugeot Invest (80 %) Président : Robert Peugeot         |                                                          |                                                          |                                                          |                                                          |                    |                    |                                                                |                    |  |  |                 |                 |                        |                        |                        |                        |                        |                        |                        |                        | Peugeot Frères Industrie (100 %) Président : Christian Peugeot | Peugeot Frères Industrie (100 %) Président : Christian Peugeot | Peugeot Frères Industrie (100 %) Président : Christian Peugeot | Peugeot Frères Industrie (100 %) Président : Christian Peugeot | Peugeot Frères Industrie (100 %) Président : Christian Peugeot | Peugeot Frères Industrie (100 %) Président : Christian Peugeot |                    |                    |                              |                              |                              |                              |                              |                              |  |  |  |  |  |  |  |  |  |  |  |  |  |  |  |  |  |  |  |  |  |  |  |  |
|                 |                 |                 |                 | Peugeot Invest (80 %) Président : Robert Peugeot | Peugeot Invest (80 %) Président : Robert Peugeot | Peugeot Invest (80 %) Président : Robert Peugeot | Peugeot Invest (80 %) Président : Robert Peugeot | Peugeot Invest (80 %) Président : Robert Peugeot         | Peugeot Invest (80 %) Président : Robert Peugeot         |                                                          |                                                          |                                                          |                                                          |                    |                    |                                                                |                    |  |  |                 |                 |                        |                        |                        |                        |                        |                        |                        |                        | Peugeot Frères Industrie (100 %) Président : Christian Peugeot | Peugeot Frères Industrie (100 %) Président : Christian Peugeot | Peugeot Frères Industrie (100 %) Président : Christian Peugeot | Peugeot Frères Industrie (100 %) Président : Christian Peugeot | Peugeot Frères Industrie (100 %) Président : Christian Peugeot | Peugeot Frères Industrie (100 %) Président : Christian Peugeot |                    |                    |                              |                              |                              |                              |                              |                              |  |  |  |  |  |  |  |  |  |  |  |  |  |  |  |  |  |  |  |  |  |  |  |  |
|                 |                 |                 |                 |                                                  |                                                  |                                                  |                                                  |                                                          |                                                          |                                                          |                                                          |                                                          |                                                          |                    |                    |                                                                |                    |  |  |                 |                 |                        |                        |                        |                        |                        |                        |                        |                        |                                                                |                                                                |                                                                |                                                                |                                                                |                                                                |                    |                    |                              |                              |                              |                              |                              |                              |  |  |  |  |  |  |  |  |  |  |  |  |  |  |  |  |  |  |  |  |  |  |  |  |
| Divers sociétés | Divers sociétés | Divers sociétés | Divers sociétés | Divers sociétés                                  | Divers sociétés                                  |                                                  |                                                  | Peugeot 1810 (75,5 % par Peugeot Invest, 23,5 % par EPF) | Peugeot 1810 (75,5 % par Peugeot Invest, 23,5 % par EPF) | Peugeot 1810 (75,5 % par Peugeot Invest, 23,5 % par EPF) | Peugeot 1810 (75,5 % par Peugeot Invest, 23,5 % par EPF) | Peugeot 1810 (75,5 % par Peugeot Invest, 23,5 % par EPF) | Peugeot 1810 (75,5 % par Peugeot Invest, 23,5 % par EPF) |                    |                    |                                                                |                    |  |  |                 |                 | Peugeot Saveurs (80 %) | Peugeot Saveurs (80 %) | Peugeot Saveurs (80 %) | Peugeot Saveurs (80 %) | Peugeot Saveurs (80 %) | Peugeot Saveurs (80 %) |                        |                        | Groupe Sigma (13,5 %)                                          | Groupe Sigma (13,5 %)                                          | Groupe Sigma (13,5 %)                                          | Groupe Sigma (13,5 %)                                          | Groupe Sigma (13,5 %)                                          | Groupe Sigma (13,5 %)                                          |                    |                    | Bretagne Céramique Industrie | Bretagne Céramique Industrie | Bretagne Céramique Industrie | Bretagne Céramique Industrie | Bretagne Céramique Industrie | Bretagne Céramique Industrie |  |  |  |  |  |  |  |  |  |  |  |  |  |  |  |  |  |  |  |  |  |  |  |  |
| Divers sociétés | Divers sociétés | Divers sociétés | Divers sociétés | Divers sociétés                                  | Divers sociétés                                  |                                                  |                                                  | Peugeot 1810 (75,5 % par Peugeot Invest, 23,5 % par EPF) | Peugeot 1810 (75,5 % par Peugeot Invest, 23,5 % par EPF) | Peugeot 1810 (75,5 % par Peugeot Invest, 23,5 % par EPF) | Peugeot 1810 (75,5 % par Peugeot Invest, 23,5 % par EPF) | Peugeot 1810 (75,5 % par Peugeot Invest, 23,5 % par EPF) | Peugeot 1810 (75,5 % par Peugeot Invest, 23,5 % par EPF) |                    |                    |                                                                |                    |  |  |                 |                 | Peugeot Saveurs (80 %) | Peugeot Saveurs (80 %) | Peugeot Saveurs (80 %) | Peugeot Saveurs (80 %) | Peugeot Saveurs (80 %) | Peugeot Saveurs (80 %) |                        |                        | Groupe Sigma (13,5 %)                                          | Groupe Sigma (13,5 %)                                          | Groupe Sigma (13,5 %)                                          | Groupe Sigma (13,5 %)                                          | Groupe Sigma (13,5 %)                                          | Groupe Sigma (13,5 %)                                          |                    |                    | Bretagne Céramique Industrie | Bretagne Céramique Industrie | Bretagne Céramique Industrie | Bretagne Céramique Industrie | Bretagne Céramique Industrie | Bretagne Céramique Industrie |  |  |  |  |  |  |  |  |  |  |  |  |  |  |  |  |  |  |  |  |  |  |  |  |
|                 |                 |                 |                 |                                                  |                                                  |                                                  |                                                  |                                                          |                                                          |                                                          |                                                          |                                                          |                                                          |                    |                    |                                                                |                    |  |  |                 |                 |                        |                        |                        |                        |                        |                        |                        |                        |                                                                |                                                                |                                                                |                                                                |                                                                |                                                                |                    |                    |                              |                              |                              |                              |                              |                              |  |  |  |  |  |  |  |  |  |  |  |  |  |  |  |  |  |  |  |  |  |  |  |  |
|                 |                 |                 |                 | Faurecia (3,14 %)                                | Faurecia (3,14 %)                                | Faurecia (3,14 %)                                | Faurecia (3,14 %)                                | Faurecia (3,14 %)                                        | Faurecia (3,14 %)                                        |                                                          |                                                          | Stellantis (7,2 %)                                       | Stellantis (7,2 %)                                       | Stellantis (7,2 %) | Stellantis (7,2 %) | Stellantis (7,2 %)                                             | Stellantis (7,2 %) |  |  |                 |                 |                        |                        |                        |                        |                        |                        |                        |                        | Peugeot Outillage                                              | Peugeot Outillage                                              | Peugeot Outillage                                              | Peugeot Outillage                                              | Peugeot Outillage                                              | Peugeot Outillage                                              |                    |                    |                              |                              |                              |                              |                              |                              |  |  |  |  |  |  |  |  |  |  |  |  |  |  |  |  |  |  |  |  |  |  |  |  |
|                 |                 |                 |                 | Faurecia (3,14 %)                                | Faurecia (3,14 %)                                | Faurecia (3,14 %)                                | Faurecia (3,14 %)                                | Faurecia (3,14 %)                                        | Faurecia (3,14 %)                                        |                                                          |                                                          | Stellantis (7,2 %)                                       | Stellantis (7,2 %)                                       | Stellantis (7,2 %) | Stellantis (7,2 %) | Stellantis (7,2 %)                                             | Stellantis (7,2 %) |  |  |                 |                 |                        |                        |                        |                        |                        |                        |                        |                        | Peugeot Outillage                                              | Peugeot Outillage                                              | Peugeot Outillage                                              | Peugeot Outillage                                              | Peugeot Outillage                                              | Peugeot Outillage                                              |                    |                    |                              |                              |                              |                              |                              |                              |  |  |  |  |  |  |  |  |  |  |  |  |  |  |  |  |  |  |  |  |  |  |  |  |
|                 |                 |                 |                 |                                                  |                                                  |                                                  |                                                  |                                                          |                                                          |                                                          |                                                          |                                                          |                                                          |                    |                    |                                                                |                    |  |  |                 |                 |                        |                        |                        |                        |                        |                        |                        |                        |                                                                |                                                                |                                                                |                                                                |                                                                |                                                                |                    |                    |                              |                              |                              |                              |                              |                              |  |  |  |  |  |  |  |  |  |  |  |  |  |  |  |  |  |  |  |  |  |  |  |  |
|                 |                 |                 |                 |                                                  |                                                  |                                                  |                                                  |                                                          |                                                          |                                                          |                                                          | Peugeot (100 %)                                          | Peugeot (100 %)                                          | Peugeot (100 %)    | Peugeot (100 %)    | Peugeot (100 %)                                                | Peugeot (100 %)    |  |  | Citroën (100 %) | Citroën (100 %) | Citroën (100 %)        | Citroën (100 %)        | Citroën (100 %)        | Citroën (100 %)        |                        |                        | Cycles Peugeot (100 %) | Cycles Peugeot (100 %) | Cycles Peugeot (100 %)                                         | Cycles Peugeot (100 %)                                         | Cycles Peugeot (100 %)                                         | Cycles Peugeot (100 %)                                         |                                                                |                                                                | Peugeot Motocycles | Peugeot Motocycles | Peugeot Motocycles           | Peugeot Motocycles           | Peugeot Motocycles           | Peugeot Motocycles           |                              |                              |  |  |  |  |  |  |  |  |  |  |  |  |  |  |  |  |  |  |  |  |  |  |  |  |

## Pour approfondir